# Mistrzostwa Afryki w Judo 2022
Mistrzostwa Afryki w judo rozegrano w Oranie w Algierii w dniach 26–29 maja 2022 roku.

## Tabela medalowa
Gospodarz zawodów został zaznaczony kolorem.
| Poz.  | Państwo                       |    |    |    | Łącznie |
| ----- | ----------------------------- | -- | -- | -- | ------- |
| 1.    | Algieria                      | 8  | 3  | 5  | 16      |
| 2.    | Tunezja                       | 3  | 4  | 2  | 9       |
| 3.    | Maroko                        | 1  | 2  | 6  | 9       |
| 4.    | Mauritius                     | 1  | 1  | 1  | 3       |
| 5.    | Egipt                         | 1  | 0  | 3  | 4       |
| 6.    | Angola                        | 1  | 0  | 1  | 2       |
| 7.    | Senegal                       | 0  | 2  | 1  | 3       |
| 8.    | Kamerun                       | 0  | 1  | 5  | 6       |
| 9.    | Południowa Afryka             | 0  | 1  | 3  | 4       |
| 10.   | Republika Zielonego Przylądka | 0  | 1  | 0  | 1       |
| 11.   | Wybrzeże Kości Słoniowej      | 0  | 0  | 2  | 2       |
| 12.   | Zambia                        | 0  | 0  | 1  | 1       |
| Razem | Razem                         | 15 | 15 | 30 | 60      |

## Medaliści

### Mężczyźni
| Konkurencja: | Złoto:                  | Srebro:                   | Brąz:                                        |
| −60kg        | Youssry Samy            | Fraj Dhouibi              | Billel Yagoubi Younes Saddiki                |
| −66kg        | Edmilson Pedro          | Abderrahmane Boushita     | Imad Bassou Steven Mungandu                  |
| −73kg        | Messaoud Redouane Dris  | Hud Zurdani               | Hassan Doukkali Alaeddine Ben Chalbi         |
| −81kg        | Achraf Moutii           | Wajdi Hajji               | Aghiles Imad Benazoug Abdelrahman Abdelghany |
| −90kg        | Abderrahmane Benamadi   | Thomas-Laszlo Breytenbach | Rémi Feuillet Ali Hazem                      |
| −100kg       | Koussay Ben Ghares      | Mustapha Bouamar          | Koffi Kreme Kobena Seidou Nji Mouluh         |
| Ponad 100kg  | Mohamed Sofiane Belreka | Wahib Hdiouech            | Mohamed Aborakia Mbagnick Ndiaye             |

### Kobiety
| Konkurencja:    | Złoto: | Srebro: | Brąz: |
| −48kg           | Priscilla Morand | Oumaima Bedioui | Imène Rezzoug Geronay Whitebooi |
| −52kg           | Faïza Aissahine | Djamila Silva | Charne Griesel Soumiya Iraoui |
| −57kg           | Yamina Halata | Christianne Legentil | Zouleiha Abzetta Dabonne Jasmine Martin |
| −63kg           | Amina Belkadi | Sarah Harachi | Audrey Biock Meriem Bjaoui |
| −70kg           | Nihel Landolsi | Souad Bellakehal | Zita Biami Maria Niangi |
| −78kg           | Kaouthar Ouallal | Ayuk Sophina | Georgika Moune Hafsa Yatim |
| Ponad 78kg      | Sarra Mzougui | Monica Sagna | Sonia Asselah Meroua Mammeri |
| Drużynowo mikst | Algieria · Yamina Halata · Messaoud Redouane Dris · Sonia Asselah · Souad Bellakehal · Abderrahmane Benamadi · Mohamed Sofiane Belreka | Senegal · Marie Jeanne Seck · Léa Buet · Monica Sagna · Khadija Sonco · Anna Siga Faye · Gorgui Sarr · Saliou Ndiaye · Serigne Gaye · Abderahmane Diao · Mbagnick Ndiaye | Kamerun · Jeanne Louise Nkou Mballa · Zita Biami · Ayuk Sophina · Paul Jouel Alima Fouda · Kevin Budain · Erick Omgba Fouda · Seidou Nji Mouluh · Maroko · Yousra El Bouhairi · Soumiya Iraoui · Sarah Harachi · Hafsa Yatim · Abderrahmane Boushita · Hamza Abdallaoui · Achraf Moutii · Zouhair Esseryry |